# 盧秩
盧秩（1411年—？），字崇績，江西臨江府新淦縣人，民籍，明朝政治人物。進士出身。

## 生平
江西鄉試第六名。景泰五年（1454年）甲戌科會試第三百五十名，殿試登進士第二甲第三十二名。

## 家族
曾祖盧志仁。祖父盧紹先。父亲盧玉逸。